# Poco-poco
Le poco-poco (prononcer "potcho-potcho") est une danse en ligne de la région de Manado dans le Nord de l'île de Célèbes en Indonésie.
Les danseurs, femmes et hommes mêlés, se rangent en lignes et en colonnes. Ils exécutent les mêmes mouvements ensemble en se déplaçant successivement vers les quatre orients. Les mouvements consistent en déhanchements, balancements et gestes des bras caractéristiques de la danse dans le monde austronésien.
La musique d'accompagnement du poco-poco évoque la musique populaire malaise, à base de percussions et d'accordéon ou plus souvent, d'orgue électrique. Les paroles sont en malais de Manado, un créole du malais partiellement compréhensible pour un locuteur de cette langue ou de l'indonésien.

## Anecdote
Début 1998, peu avant la démission du dictateur Soeharto, des milliers d'étudiants manifestaient, demandant son départ. Les troupes anti-émeutes se sentaient impuissantes à les disperser. Elles ont alors installé des haut-parleurs, commencé à diffuser de la musique de poco-poco et demandé aux étudiants de danser. Pris par le rythme irrésistible de la mélodie des îles de l'Est, les manifestants se sont mis à danser avec la police.

### Liens Externes
- Poco-poco surYouTube